# Speerschleuder

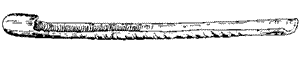
Speerschleuder/Atlatl

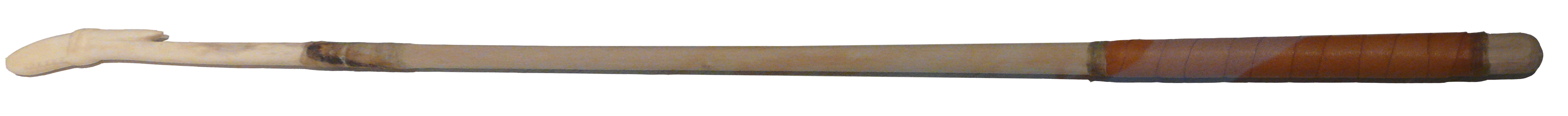
Rekonstruktion einer 12.000 Jahre alten Speerschleuder im Neanderthal Museum

Die Speerschleuder ist ein Gerät, das zum Abwurf von Speeren dient. Sie verlängert den Wurfarm, wodurch die mit ihr beschleunigten Speere mit über 150 km/h eine wesentlich höhere Geschwindigkeit als von Hand geworfene Speere erreichen.
Für die Führung des Speers dienende Haken am Schleuderende aus Rentier-Geweih sind seit der ausgehenden Altsteinzeit (Magdalénien) in vielen Teilen der Welt als archäologische Funde nachgewiesen. Die von den australischen Aborigines verwendete Speerschleuder wird Woomera genannt. In Mittelamerika wurde die Speerschleuder noch zur Zeit der Entdeckung Amerikas unter dem aztekischen Namen Atlatl als Kriegs- und Jagdwaffe eingesetzt.

## Funktionsweise

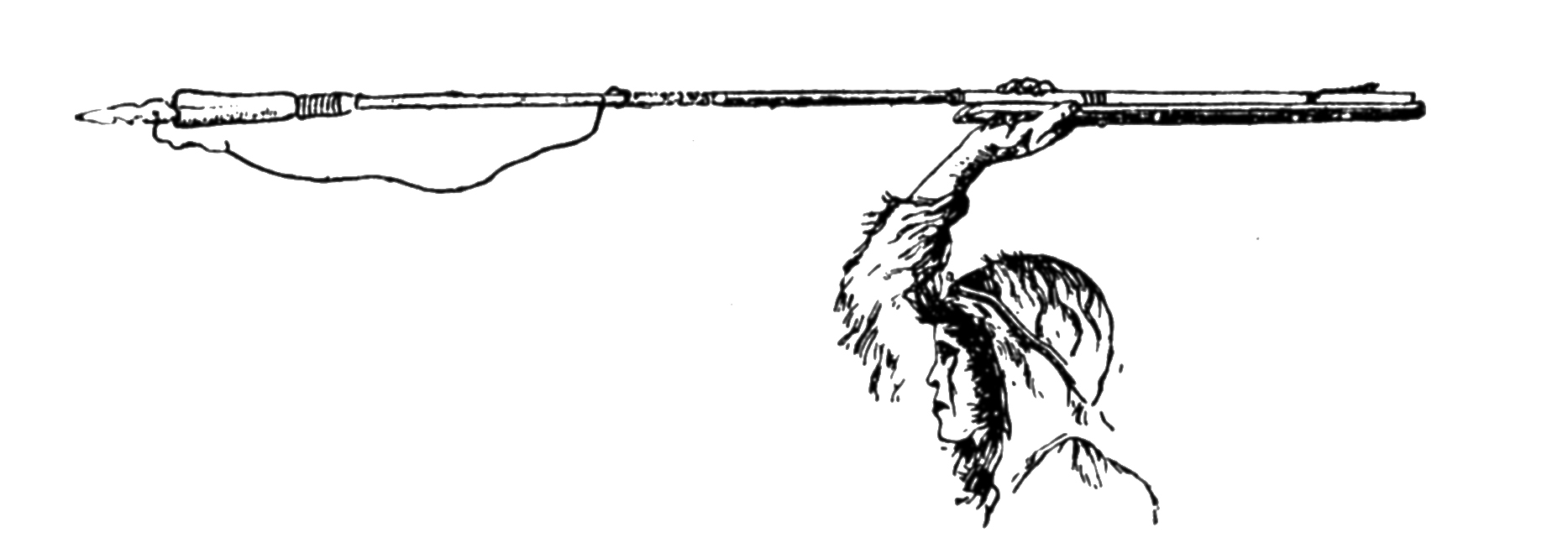
Haltung vor dem Abwurf

Mit Speerschleudern verwendete Speere besitzen am hinteren Ende eine muldenförmige Aushöhlung. In diese Mulde greift der Haken der Schleuder formschlüssig ein. Der Werfer hält Speer und Schleuder zunächst parallel und in etwa horizontaler Lage in der Hand (siehe nebenstehende Abbildung). Am Ende der Wurfbewegung besteht in etwa ein rechter Winkel zwischen Schleuder und Speer. Die Schleuder zeigt in die gleiche Richtung wie der gestreckte Wurfarm, den sie in etwa auf das Doppelte verlängert. Der Schleuderhaken tritt aus der Speermulde aus, sodass der Speer ungehindert wegfliegen kann. Der Bewegungsablauf des Werfens ähnelt prinzipiell dem eines normalen Speerwurfes, wobei die Armbewegung aber flacher und weniger weit ausholend als beim Speerwurf verläuft.
Die Reichweite des Speers wird auf mehr als das Doppelte erhöht. Bei Wettbewerben wurden bis zu 140 m erreicht Jagdtypische Distanzen liegen aber unter 30 Metern. Der Vorteil ergibt sich vor allem aus der höheren Geschwindigkeit, denn die beim Treffer wirksame Bewegungsenergie des Speers wächst quadratisch mit seiner Geschwindigkeit.

## Typologie

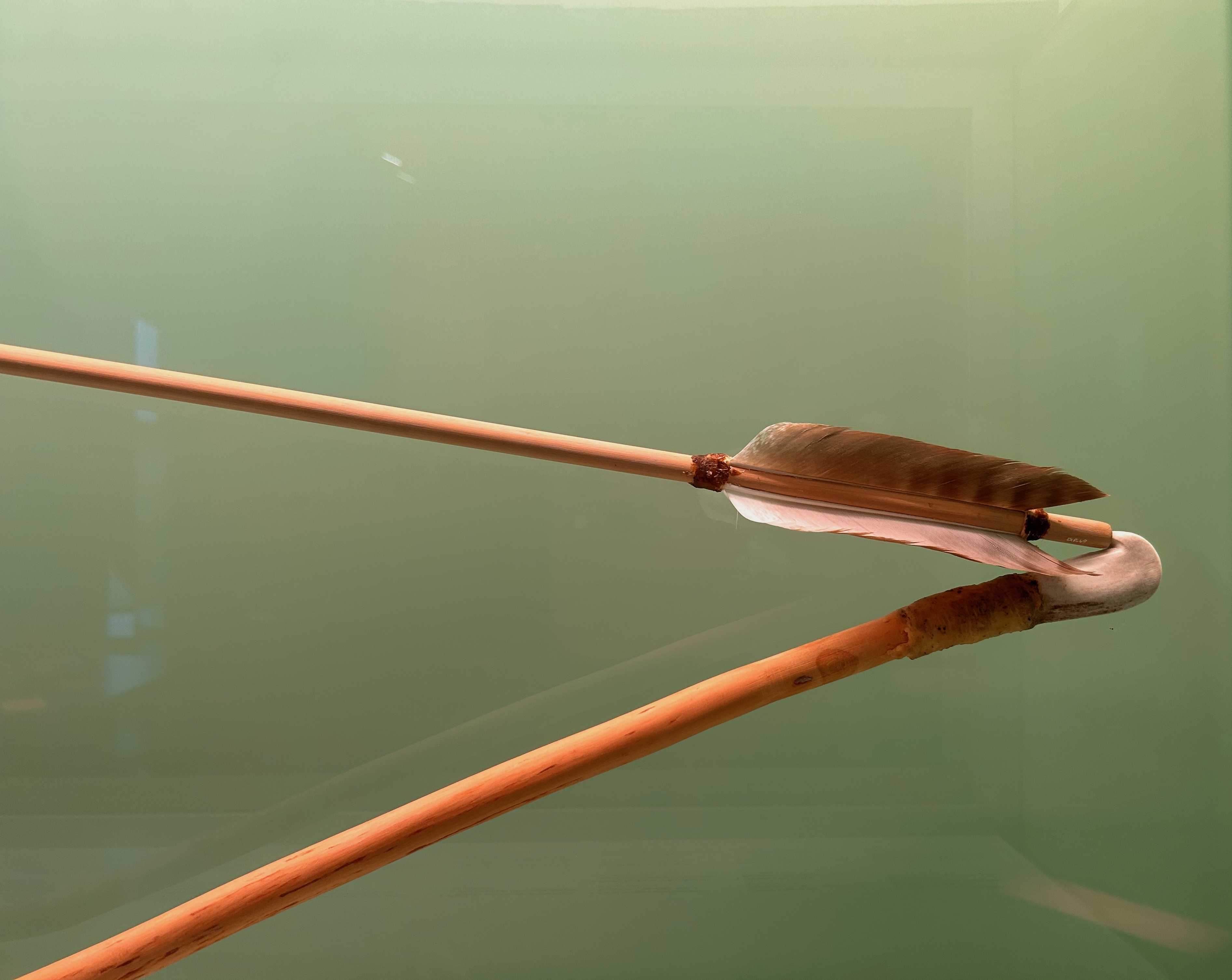
Detail einer Speerschleuder aus dem Laténium

Die Speerschleuder ist archäologisch in Europa erstmals vor etwa 18.000 Jahren im Oberen Solutréen nachgewiesen. Speerschleudern des Jungpaläolithikums sind fast ausschließlich als Hakenschleudern nachgewiesen, was an der Haltbarkeit speziell dieses Konstruktionstyps aus Rengeweih liegen kann. Entsprechend sind Hakenenden aus Rengeweih mit 121 Exemplaren weitaus die häufigsten, lediglich je 1 Exemplar ist aus Knochen und aus Mammut-Elfenbein bekannt. Der Haken wurde mit Hilfe von Abschrägungen, natürlichen Klebstoffen (vermutlich Birkenpech), Bindematerialien (Sehnen, Bast) und teilweise mit Durchbohrungen an einem hölzernen Stab befestigt. Um die Flugstabilität des Speeres zu erhöhen, war er wahrscheinlich befiedert. Die relativ geringe Anzahl von 123 Funden lässt vermuten, dass der Großteil der Speerschleudern ganz aus Holz gefertigt wurde. Bei den derzeit bekannten Funden handelt es sich um 114 Fragmente und neun vollständige Exemplare. Weltweite Vergleiche von völkerkundlichen vollständigen Exemplaren ergaben eine durchschnittliche Gesamtlänge der Speerschleudern von 65 cm. Die Länge der Speere, deren Spitzen aus Feuerstein oder Rengeweih bestanden, wird auf Grund von Experimenten mit 2,10 bis 2,30 m rekonstruiert.
Ulrich Stodiek unterteilt die ethnographischen Speerschleudern aufgrund der Konstruktionsmerkmale in Hakenschleudern (Kompositgeräte), Muldenschleudern, die aus einem Stück gefertigt wurden und an einem Ende eine muldenförmige Vertiefung aufweisen, sowie Haken-Mulden-Schleudern, eine Mischform aus beiden Typen mit kleinem Haken.
Für Muldenschleudern gibt es keinen archäologischen Nachweis. In Neuguinea treten ethnographisch Speerschleudern auf, die am Ende ausgehöhlt sind, während der Speer einen Widerhaken besitzt.
Als weitere Unterscheidungskriterien für die archäologischen Speerschleuder-Hakenenden dienten Stodiek die Art und Weise der Basisgestaltung (einseitige oder zweiseitige Abschrägung; Durchlochungen) und die Verzierungen (nicht verziert; Gravierungen/Ornamente; figürliche Verzierungen). Bei den figürlichen Verzierungen handelt es sich um Tierdarstellungen und eine möglicherweise anthropomorphe Darstellung. Einige Exemplare weisen deutliche Ähnlichkeiten in ihrer Gestaltung auf, weshalb Stodiek zwei Typen-Gruppen besonders herausstellt. Zum einen den Typ „faon“, bei dem das Funktionsende in Form eines zurückblickenden Steinbocks, stehend oder liegend, mit einem oder zwei Vögeln auf der Schwanzspitze und der Schwanz eines Vogels als Haken ausgearbeitet ist. Und zum anderen den Typ „rudimentärer Pferdekopf“, bei dem das Funktionsende als in Wurfrichtung blickender Pferdekopf gestaltet ist und die Stirnmähne als Haken dient – zum Teil befinden sich auf den Schäften eingravierte Pferdekörper. Da die Fragmente dieses Typs aber meist im Maulbereich des Pferdekopfes abgebrochen sind, lässt sich nichts über eine mögliche Regelhaftigkeit sagen.

## Chronologie und Verbreitung

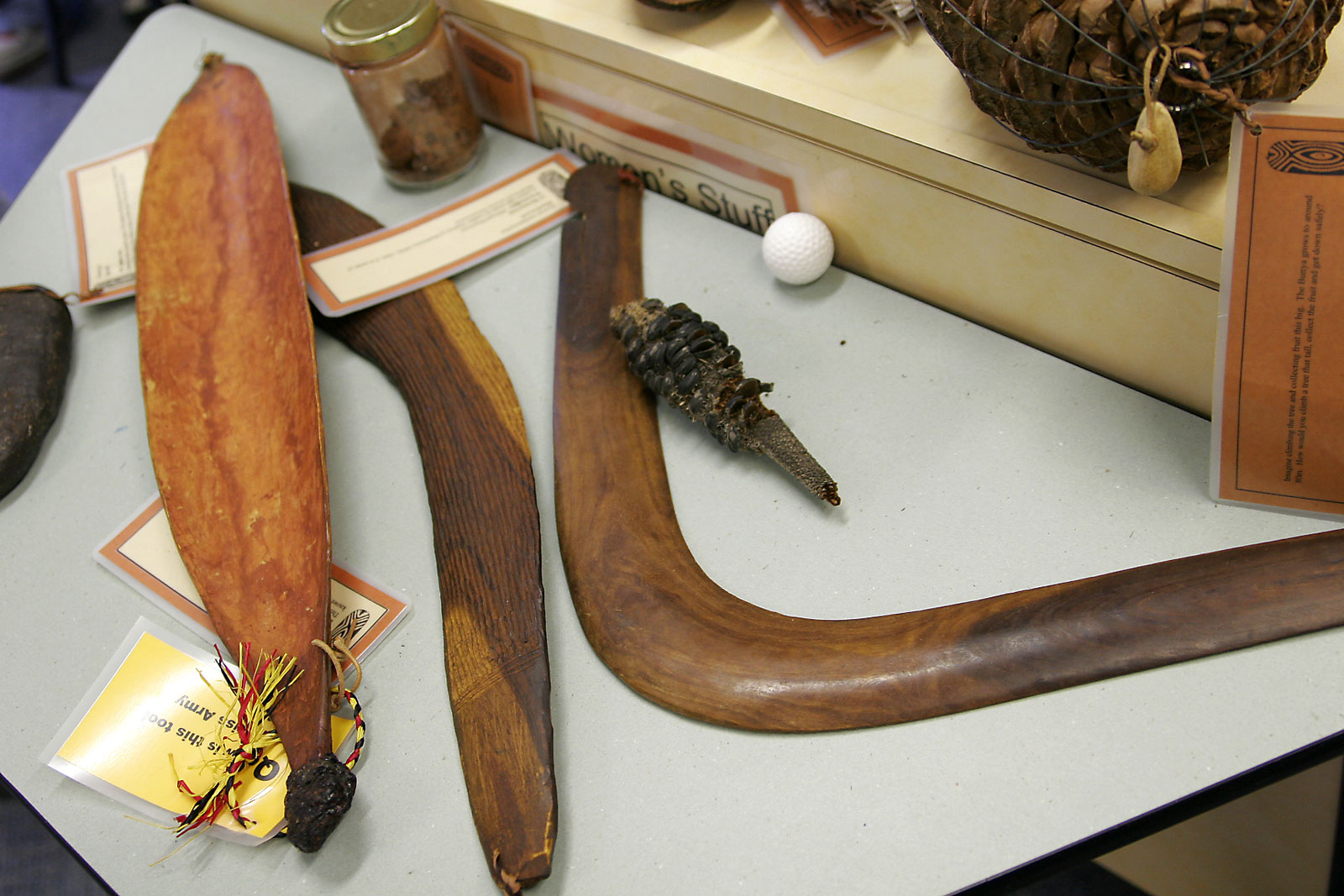
Produkte von Aborigines; von links: Speerschleuder (Woomera), Wurfholz für die Jagd, rückkehrender Bumerang

Verschiedentlich wurden Überlegungen laut, nach denen schlanke Elfenbeinspitzen aus dem Pavlovien (ca. 25.000 v. Chr.) nur für den Einsatz als Spitzen für Schleuderspeere hergestellt worden sein könnten. Die Annahme ist plausibel, jedoch nicht bewiesen. Dasselbe gilt für die filigranen Rückenmesser und Spitzen des Gravettiens, die als Schaftbewehrung ebenfalls in Schleuderspeeren verbaut gewesen sein können.
Das älteste Hakenende als direkter Beweis der Speerschleuder stammt aus der Grotte de Combe Saunière (Schicht IVb) und wird dem späten Solutréen (vor 18.000 – 16.000 v. Chr.) zugeordnet. Der überwiegende Teil von Hakenenden aus stratigraphisch gesicherten Zusammenhängen stammt jedoch aus dem „Mittleren Magdalénien“ (Stufe „Magdalénien IV“, ca. 14.700 – 13.400 v. Chr.). Die Kombination aus Speer und Speerschleuder ist die älteste komplexe Jagdwaffe der Menschheit – aufgrund der derzeitigen Fundlage wahrscheinlich einige tausend Jahre älter als der Jagdbogen.
Der Schwerpunkt der Verbreitung gefundener Speerschleudern ist Südwestfrankreich, einige Fundstücke stammen aus Nordspanien (El-Castillo-Höhle), der Schweiz (Kesslerloch) und aus Deutschland (Teufelsbrücke/Thüringen). Die Funde aus der Schweiz und Deutschland sind zudem besonders bemerkenswert, denn diese lassen sich dem Typ „rudimentärer Pferdekopf“ zuweisen, dessen Hauptverbreitungsgebiet im ca. 1000 km entfernten Südwestfrankreich liegt. Und ebendiese Fundlücke vom Kerngebiet bis zur Schweiz und bis Thüringen in Deutschland wird oft als Argument für vollständig aus Holz hergestellte Speerschleudern herangezogen.
In späteren Zeiten ist die Speerschleuder weltweit archäologisch und ethnographisch in Mikronesien, Australien (genannt Woomera), Neu-Guinea und bei den Eskimos belegt. In Amerika benutzten die Azteken die Speerschleuder, den Atlatl, dessen Konstruktion etwas von den Speerschleudern auf den anderen Kontinenten abweicht, als Kriegswaffe.

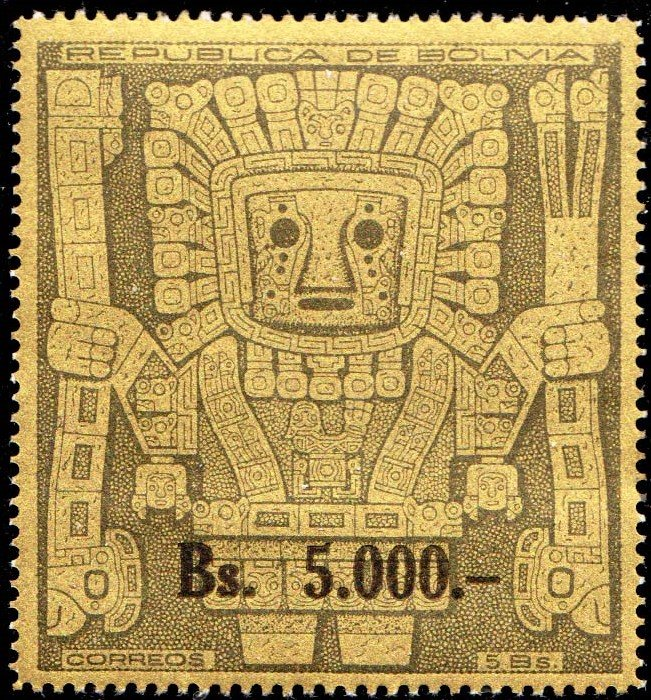
Briefmarke der frontal abgebildeten Figur am Sonnentor von Tiwanaku, Bolivien. In der rechten Hand hält die Figur eine Speerschleuder mit Vogelhaken.

Speerschleudern finden sich ebenso in der Inkonografie der Inka, Wari, Tiwanaku und Moche.

## Forschungsgeschichte

Speerschleuder mit stehendem Reh, Magdalénien, 13.000 v. Chr., Höhle von Mas d’Azil

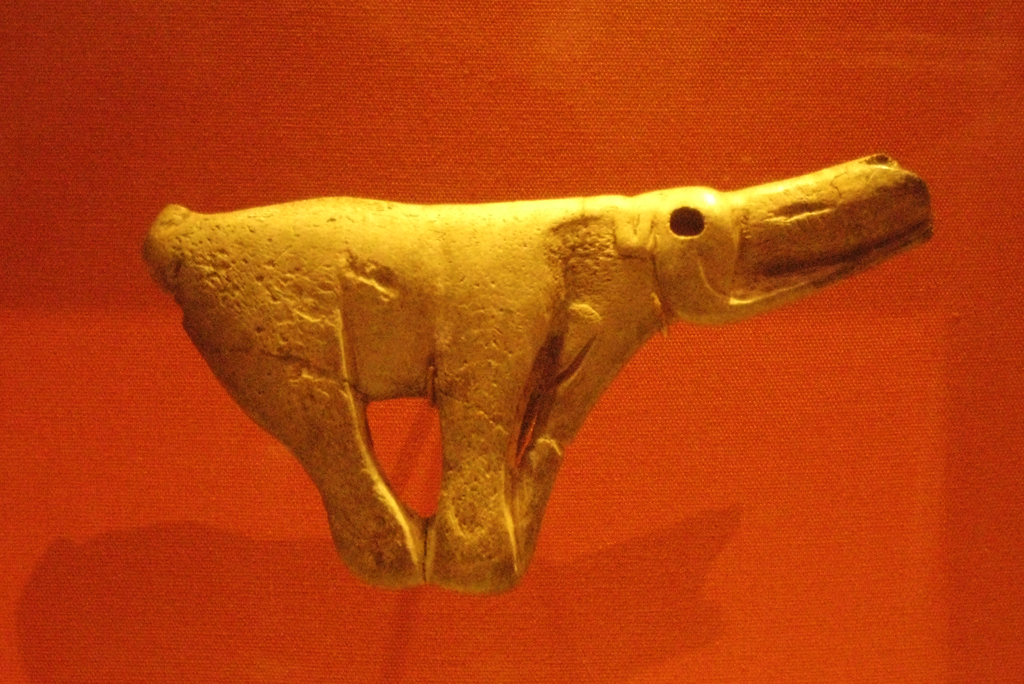
Speerschleuder in Mammutform von Bruniquel Magdalénien

Wesentliche Stationen der Forschungsgeschichte hat Ulrich Stodiek in seiner Monographie zusammengestellt. Das erste Exemplar wurde demnach von Edouard Lartet und Henry Christy bei Grabungen im „Abri classique“ von Laugerie-Basse (Les Eyzies de Tayac) im Jahre 1863 ausgegraben. In der dazugehörigen Publikation der Fundstelle von 1864 werden zwei Fragmente eines Stückes noch getrennt abgebildet, wobei das Fragment mit dem Haken als Teil einer Harpune gedeutet wurde.
Im Oktober 1866 fand Peccadeau de l‘Isle bei seinen Grabungen im Abri Montastruc (Bruniquel) ein in Form eines Mammuts gearbeitetes Hakenende einer Speerschleuder. Bei diesem Stück ist ein neuer Haken eingesetzt, der ursprüngliche in Form eines erhobenen Schwanzes des Tieres ist vermutlich bei der Benutzung abgebrochen. Dieses Stück wurde vom Ausgräber als Griff eines Dolches angesehen.
Etwa zur gleichen Zeit, 1866, untersuchte der Vicomte de Lastic Saint-Jal die in der Nähe gelegene Grotte du Roc du Courbet (Penne), die wie Montastruc im Aveyron-Tal liegt. Er barg zahlreiche Funde, darunter auch drei Speerschleuder-Hakenenden, die ebenfalls nicht als solche erkannt wurden.
Edouard Piette untersuchte in den 1870er und 1880er Jahren verschiedene Fundstellen des Pyrenäenvorlandes: 1871 Grotte de Gourdan, 1873 Grotte d‘Espalangue (Arudy), 1887 Höhle von Mas d’Azil. Alle drei Fundstellen enthielten Hakenenden, die zur Zeit der Grabung nicht als solche erkannt wurden.
A. de Maret hat 1879 Le Placard ausgegraben, wo gefundene Hakenenden ebenfalls unerkannt blieben.
In einem Aufsatz von 1891 äußerte Adrien de Mortillet – nach Vergleichen mit Speerschleudern aus Australien, Mittel- und Südamerika und solchen der Eskimos – die Vermutung, dass die ausgegrabenen hakenförmigen Objekte in gleicher Funktion verwendet worden sein könnten. Er bezieht sich dabei hauptsächlich auf das von Lartet und Christy ausgegrabene Stück aus Laugerie-Basse. Mortillet war somit der erste, der die richtige Deutung publizierte, aber, wie sich später zeigte, nicht der erste, der es richtig erkannte.
Denn 1903 wurden von Émile Cartailhac mehrere Hakenenden aus den Stationen von Bruniquel veröffentlicht. Auch er interpretierte die Funktion der Stücke richtig und brachte wie Mortillet 1891 ethnographische Vergleiche. Das Besondere an dieser Veröffentlichung war der Hinweis auf einen von ihm in der Universitätsbibliothek von Toulouse gefundenen Brief, den ein nicht mehr zu ermittelndes Mitglied des „Geological Survey of Ireland“ am 27. September 1864 an Edouard Lartet adressiert hatte. Der Unbekannte, dem ebenfalls völkerkundliche Vergleiche mit australischen Speerschleudern zur Argumentation dienten, hatte also bereits in dem Jahr, als das erste Hakenende von Lartet und Christy gefunden wurde, dessen Funktion richtig gedeutet.
1907 gab Henri Breuil in einem gemeinsam mit Emile Cartaillhac verfassten Artikel über die jungpaläolithischen Kleinkunstobjekte der Kollektion Vibraye in einer Fußnote eine Auflistung aller seinerzeit vorliegenden 34 Speerschleuder-Hakenenden.
In der ersten Hälfte des 20. Jahrhunderts wurden bei Grabungen an anderen bzw. bei Fortsetzung der Arbeiten in bereits bekannten Fundstellen weitere Exemplare entdeckt. So in der Grotte Saint-Michel d’Arudy (F. Mascaraux 1910), im La Madeleine (Abri) (l. Capitan u. D. Peyrony 1928) und in den Höhlen von Isturitz und Oxocelhaya (R. de Saint-Périer 1936; E. Passemard 1944). Bei diesen Publikationen handelt es sich um umfassende Fundplatzbeschreibungen, wobei die Speerschleuder-Hakenenden keine besondere Berücksichtigung finden, sondern nur als eine unter vielen Fundgattungen betrachtet werden.
Andere neu entdeckte Speerschleuder-Hakenenden wurden in einem eigenen Artikel beschrieben: Grotte d’Enlène (H. Bégouën 1912; R. Bégouën 1986), Grotte du Mas d’Azil (M. u. S.-J. Péquart 1942), Kesslerloch (W. U. Guyan 1944), Höhle von Bédeilhac (R. Robert 1951, 1953a, 1953b), Canecaude I (D. Sacchi 1975) und Combe Sauniére 1 (P. Cattelain 1989). Allerdings wurden in diesen Artikeln weniger Vergleiche mit anderen Funden angestellt, stattdessen beschrieben die Autoren überwiegend das jeweilige Exemplar, wobei sie zumeist Aspekte der künstlerischen Gestaltung in den Vordergrund stellten.
Dorothy Garrod beschrieb 1955 in „Proceedings of the Prehistoric Society“ in einem längeren Beitrag die bis dahin bekannten 66 jungpaläolithischen Speerschleuder-Hakenenden zusammenfassend. Neben einer kurzen Erörterung forschungsgeschichtlicher, chronologischer sowie chorologischer Aspekte ist das Hauptbestreben ihrer Arbeit, die Fundstücke zu gliedern. Ihr wichtigstes Unterscheidungsmerkmal war die Ausgestaltung des Hakenendes. Sie unterscheidet stabförmige, nur leicht verzierte Formen („unweighted throwers“) und massivere, plastisch herausgearbeitete Tierkörper („weighted throwers“). Auf funktional-technologische Fragen, z. B. die Schäftung, geht sie nur am Rande ein, weist aber explizit auf die Notwendigkeit einer Studie hin, die mit praktischen Versuchen rekonstruierter Stücke verbunden sein sollte.
Aus dem Jahr 1977 existiert eine unpublizierte Kölner Seminararbeit über jungpaläolithische Speerschleuder-Hakenenden von Jörg Sedlmeier,  in der die Zusammenstellung von Dorothy Garrod auf 79 Exemplare aktualisiert wird. Auch hier werden kaum funktional-technologische Aspekte besprochen.
Die Erforschung jungpaläolithischer Speerschleuder-Hakenenden ist durch Pierre Cattelain deutlich intensiviert worden. 1978 legte er seine unpublizierte Magisterarbeit vor, in der eine detaillierte Zusammenstellung aller bis dahin bekannten sowie einiger von ihm in Museumsmagazinen neu entdeckten Speerschleuder-Hakenenden französischer Provenienz enthalten ist. Dabei berücksichtigte er auch Fragmente ohne Haken oder eindeutige Basis. Er vollzog die Zuordnung zu dieser Fundgattung ausschließlich nach der Verzierung.
1986 erschien ein Artikel von Cattelain über makroskopische Gebrauchsspuren an den Haken der jung-paläolithischen Speerschleuder-Hakenenden. Er benutzt sowohl ethnographisches Material aus Australien wie auch experimentell benutzte Stücke. Die rekonstruierten Speerschleudern und Speere orientierten sich an australischen Vorbildern. Die durchgeführten Wurfexperimente hatten anscheinend nur den Zweck, Abnutzungsspuren am Haken zu produzieren, anderen funktional-technologischen Fragen ist er offenbar nicht nachgegangen.
1988 erschien noch ein Beitrag von Cattelain in der Reihe „Fiches typologiques de l’industrie osseuse préhistorique“, in dem er einen summarischen Überblick über diese Geräteform gibt. Dabei zählt er 118 Exemplare.
Ulrich Stodiek zählte insgesamt 123 Stücke, davon 114 fragmentierte, meist Distalbruchstücke mit dem Haken oder erkennbaren Resten davon. Nur neun Stücke betrachtet er als vollständig. Ihm ist ein breiter Vergleich mit ethnographischen Speerschleudern zu verdanken sowie die Behandlung funktional-technologischer Fragestellungen wie der Schäftungsweise. Er ließ außerdem Messreihen über Wurfdistanzen, Geschwindigkeiten und Trefferquoten in seine Betrachtungen einfließen.
Auch die Größe der Speerschleuder-Hakenenden (2–42 cm) wurde diskutiert. Einige Forscher hatten die Ansicht, dass ein effektives Jagen mit solch kurzen Speerschleudern unmöglich sei und es sich deshalb um rituell verwendete Speerschleudern handeln müsse, die lediglich in magischen Jagdzeremonien zum Einsatz kämen. Die Erkenntnis, dass es sich um Teile von Kompositgeräten handelt, die mit einem verlängernden Holzschaft verbunden waren, setzte sich erst in den 1950er Jahren durch.